# Festival Eurovisão da Canção 1994
O Festival Eurovisão da Canção 1994 (em inglês:  Eurovision Song Contest 1994; em francês:  Concours Eurovision de la chanson 1994; em irlandês:  Comórtas Amhránaíochta na hEoraifíse 1994) foi o 39ª edição anual do evento e teve lugar a 30 de abril de 1994 em Dublin. Os apresentadores do evento foram Cynthia Ní Mhurchú e Gerry Ryan. Paul Harrington e Charlie McGettigan foram os vencedores do festival com a canção Rock 'N' Roll Kids.
A Irlanda foi representada por Paul Harrington & Charlie Mcgettigan com "Rock 'n' Roll Kids", que alcançaram o 1º lugar com 226 pontos, ultrapassando pela primeira vez a meta de 200 pontos. Ao sagrar-se vencedora pela 6ª vez, a Irlanda alcançou também a sua terceira vitória consecutiva, sendo o único a atingir esta marca.
A Polónia esteve envolvida num grande escândalo logo no ano da sua estreia. Edyta Górniak optou por cantar em inglês no ensaio geral que até 1997 era visualizado pelos júris nacionais, quebrando assim a regra que obrigava os países participantes a cantarem numa das suas línguas oficiais. Seis países propuseram que este tema fosse desclassificado e treze propuseram um impedimento definitivo à participação deste país no festival. No entanto, nada foi feito e a Polónia alcançou o segundo lugar na sua primeira participação.

## Local

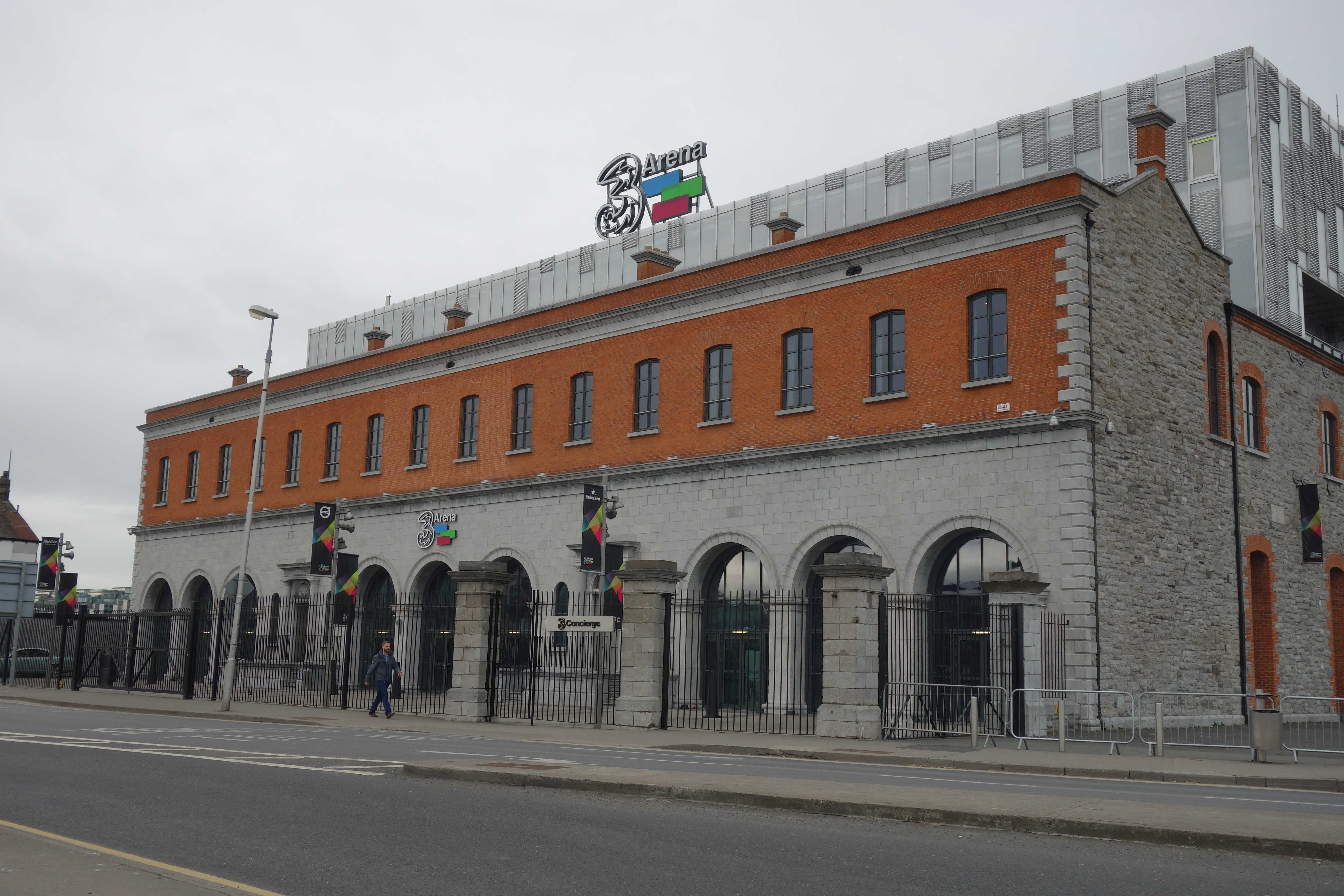
O local para o Festival, o Point Theatre, em Dublin.

O Festival Eurovisão da Canção 1994 ocorreu em Dublin, na Irlanda. Dublin é a capital e maior cidade da Irlanda. O nome em inglês deriva da palavra irlandesa "Dubhlinn" (ocasionalmente também grafada Duibhlinn ou Dubh Linn), que significa "Lago Negro". Localiza-se na província de Leinster próxima ao ponto mediano da costa leste da Irlanda, sendo cortada pelo Rio Liffey e o centro da região de Dublin. Desde 1898 possui nível administrativo de condado (county-boroughs). Seus limites são os condados de Fingal a norte, Dublin meridional a sudoeste e Dun Laoghaire-Rathdown a sudeste. Tem uma população de 527.612 habitantes na cidade, e sua área metropolitana tem 1.804.156 habitantes. Fundada como um assentamento viquingue, foi o centro do Reino de Dublin e se tornou a principal cidade da Ilha após a invasão dos Normandos. A cidade cresceu de maneira rápida durante o século XVII; se tornou na época a segunda maior cidade do Império Britânico e a quinta maior da Europa. Dublin entrou em um período de estagnação após o Ato de União de 1800, mas continuou o centro económico da Ilha. Após a Partição da Irlanda em 1922, virou a capital do Estado Livre Irlandês, e mais tarde, da República da Irlanda. Dublin é reconhecida como uma cidade global, com um ranking "Alpha-", colocando a cidade entre as 30 mais globalizadas do mundo. Atualmente é o principal centro histórico, cultural, económico, industrial e educacional da Irlanda.
O festival em si realizou-se no Point Theatre (agora designado de 3Arena), na capital do país, Dublin. O Point Theatre, construída em 1998, foi um espaço destinado a atrações públicas e festivais localizado perto do Rio Liffey, em Dublin, Portugal. Com uma capacidade de 8 500 espectadores, o Point Theatre era conhecido pela sua flexibilidade de organização de eventos, que poderiam ir desde eventos musicais, a convenções, eventos desportivos e espetáculos circenses.

## Formato
Para fazer face ao aumento de países interessados em participar no Festival Eurovisão da Canção, a EBU adoptou um novo método de selecção dos participantes. Assim, os 18 melhores países do ano anterior estavam directamente apurados e a estes juntaram-se os países estreantes. Os países afastados do concurso passaram a ser designados "passivos" e era-lhes assegurada a participação no ano seguinte desde que continuassem a transmitir o festival.
Foi ao fim de 38 anos de votação do júri europeu que pela primeira vez os telespectadores puderam ver a imagem do porta-voz de cada júri nacional a atribuir as suas pontuações. Esta novidade provocou algumas gargalhadas do público pois a extravagância da imagem de alguns porta-vozes era notória e propicia a uma boa gargalhada.
Apesar de as votações serem provenientes do júri nacional, em Portugal foi feita um experiência com base no televoto. Assim, foram dados os números de telefone para onde os telespectadores deveriam votar. Essa votação deu o primeiro lugar a Portugal, o segundo à Alemanha, o terceiro à Irlanda, o quarto ao Reino Unido e o quinto à Áustria.

## Visual
A abertura da competição começou com um vídeo mostrando estrelas a flutuar na água, fogos de artificio e caricaturas a dançar, beber café e a andar de bicicleta. Após esse pequeno filme, foi mostrada a arena em si, onde dançarinos vestidos de branco e a usar caricaturas de figuras conhecidas da Irlanda, deram as boas vindas ao público, carregando bandeiras de Países europeus. Os apresentadores chegaram à arena numa plataforma que desceu até ao palco. Os cartões-postais desse ano tiveram um tema literário, mostrando os participantes a ler, pescar e a fazer outras atividades pela Irlanda.
A orquestra era dirigida por Noel Kelehan.
O palco, da autoria de Paula Farrell, incluía no seu design uma cidade com arranha-céus com 500 lâmpadas arquitecturais, cinco projectores gigantes e duzentos ecrãs, além do pano de fundo de um céu noturno em constante mudança, baseava-se no conceito de como seria uma Dublin futurista, com uma constante remanescente no rio Liffey. O chão foi pintado com uma tinta reflexiva azul escura para dar um efeito de água.
Os apresentadores foram Cynthia Ní Mhurchú e Gerry Ryan, que falaram aos espectadores em irlandês, inglês e francês.
Os cartões postais mostravam os participantes à descoberta da riqueza cultural e turística da Irlanda.
O intervalo foi ocupado pela primeira interpretação dos Riverdance, uma mistura de dança folclórica irlandesa e sapateado. Originalmente, a RTÉ tinha encomendado ao compositor Bill Whelan, para ele escrever uma peça de música celta tradicional. A coreografia do número foi confiada aos campeões mundiais de dança Michael Flatley e Jean Butler. Na noite do concurso, Riverdance recebeu uma enorme ovação pública no salão. Posteriormente, a faixa permaneceu classificada durante dezoito semanas nas paradas irlandesas e tornou-se um grande sucesso comercial, não apenas da edição de 1994 do concurso, mas também de todos os números de intervalo já apresentados. Mais tarde foi estendido para show completo que o conhecia como um grande sucesso em todo o mundo e foi visto por milhões de pessoas.

## Votação
Cada país tinha um júri composto por 11 elementos, que atribuiu 12, 10, 8, 7, 6, 5, 4, 3, 2, 1 pontos às dez canções mais votadas.
O supervisor executivo da EBU foi Christian Clausen.
Durante a votação, a câmera fez vários close-ups dos artistas. Em particular, Paul Harrington e Charlie McGettigan, Edyta Górniak, Friderika Bayer e Sara Tavares apareceram.
Devido aos avanços tecnológicos, este foi o primeiro festival em que se podia ver a imagem do porta-voz do júri nacional. Nos inícios, pensou-se na possível vitória da Hungria (pontuações máximas dos 3 1ºs júris nacionais), mas as votações seguintes foram mais fracas e deram mais uma vitória à Irlanda, o primeiro país a conseguir vitória três vezes consecutivas.

## Participações individuais
Predefinição:Participações Individuais ESC1994

## Participantes

Países participantes

| País                 | Título original da Canção              | Artista                                     | Processo                                                  | Data da Selecção        |
| País                 | Tradução em Português                  | Idiomas de Interpretação                    | Processo                                                  | Data da Selecção        |
| -------------------- | -------------------------------------- | ------------------------------------------- | --------------------------------------------------------- | ----------------------- |
| Alemanha             | "Wir geben 'ne Party"                  | Mekado                                      | Seleção interna                                           | 21 de março de 1994     |
| Alemanha             | Nós fazemos uma festa                  | Alemão                                      | Seleção interna                                           | 21 de março de 1994     |
| Áustria              | "Für den Frieden der Welt"             | Petra Frey                                  | Österreichische Vorausscheidung 1994                      | 8 de março de 1994      |
| Áustria              | Para a paz no Mundo                    | Alemão                                      | Österreichische Vorausscheidung 1994                      | 8 de março de 1994      |
| Bósnia e Herzegovina | "Ostani kraj mene"                     | Alma e Dejan                                | Eurosong BiH 1994                                         | 26 de fevereiro de 1994 |
| Bósnia e Herzegovina | Fica ao meu lado                       | Bósnio                                      | Eurosong BiH 1994                                         | 26 de fevereiro de 1994 |
| Chipre               | "Eimai Anthropos Ki Ego"               | Evridiki                                    | Kíprii Telikoú tis Diagonismós Tragoudioú Eurovision 1994 | 18 de março de 1994     |
| Chipre               | Eu também sou humana                   | Grego                                       | Kíprii Telikoú tis Diagonismós Tragoudioú Eurovision 1994 | 18 de março de 1994     |
| Croácia              | "Nek' ti bude ljubav sva"              | Tony Cetinski                               | Dora 1994                                                 | 20 de março de 1994     |
| Croácia              | Podes ficar com todo o amor            | Croata                                      | Dora 1994                                                 | 20 de março de 1994     |
| Eslováquia           | "Nekonečná pieseň"                     | Tublatanka                                  | Selecção Interna                                          | -                       |
| Eslováquia           | Canção sem fim                         | Eslovaco                                    | Selecção Interna                                          | -                       |
| Espanha              | "Ella no es ella"                      | Alejandro Abad                              | Selecção Interna                                          | -                       |
| Espanha              | Ela não é ela                          | Castelhano                                  | Selecção Interna                                          | -                       |
| Estónia              | "Nagu merelaine"                       | Silvi Vrait                                 | Eurolaul 1994                                             | 26 de fevereiro de 1994 |
| Estónia              | Como uma onda de mar                   | Estónio                                     | Eurolaul 1994                                             | 26 de fevereiro de 1994 |
| Finlândia            | "Bye Bye Baby"                         | CatCat                                      | Euroviisut 1994                                           | 5 de março de 1994      |
| Finlândia            | Adeus, Adeus querido                   | Finlandês                                   | Euroviisut 1994                                           | 5 de março de 1994      |
| França               | "Je suis un vrai garçon"               | Nina Morato                                 | Selecção Interna                                          | -                       |
| França               | Eu sou um verdadeiro rapaz             | Francês                                     | Selecção Interna                                          | -                       |
| Grécia               | "To Trehandiri"                        | Kostas Bigalis & The Sea Lovers             | Seleção interna                                           | -                       |
| Grécia               | O Trehandiri                           | Grego                                       | Seleção interna                                           | -                       |
| Hungria              | "Kinek mondjam el vétkeimet?"          | Friderika Bayer                             | Nemzeti Döntő 1994                                        | 5 de fevereiro de 1994  |
| Hungria              | A quem vou contar os meus pecados?"    | Húngaro                                     | Nemzeti Döntő 1994                                        | 5 de fevereiro de 1994  |
| Irlanda              | "Rock 'n' Roll Kids"                   | Paul Harrington & Charlie McGettigan        | Eurosong 1994                                             | 13 de março de 1994     |
| Irlanda              | Os rapazes do rock 'n' roll            | Inglês                                      | Eurosong 1994                                             | 13 de março de 1994     |
| Islândia             | "Nætur"                                | Sigga                                       | Íslenska Söngvakeppni Sjónvarpsins 1994                   | 23 de fevereiro de 1994 |
| Islândia             | Noites                                 | Islandês                                    | Íslenska Söngvakeppni Sjónvarpsins 1994                   | 23 de fevereiro de 1994 |
| Lituânia             | "Lopšinė mylimai"                      | Ovidijus Vyšniauskas                        | Seleção interna                                           | -                       |
| Lituânia             | Canção de embalar para a minha querida | Lituano                                     | Seleção interna                                           | -                       |
| Malta                | "More than Love"                       | Chris & Moira                               | Festival Tal-Kanzunetta Maltija 1994                      | 5 de fevereiro de 1994  |
| Malta                | Mais que amor                          | Inglês                                      | Festival Tal-Kanzunetta Maltija 1994                      | 5 de fevereiro de 1994  |
| Noruega              | "Duett"                                | Elisabeth Andreassen & Jan Werner Danielsen | Melodi Grand Prix 1994                                    | 26 de março de 1994     |
| Noruega              | Dueto                                  | Norueguês                                   | Melodi Grand Prix 1994                                    | 26 de março de 1994     |
| Países Baixos        | "Waar is de Zon?"                      | Willeke Alberti                             | Nationaal Songfestival 19984                              | 26 de março de 1994     |
| Países Baixos        | Onde está o sol?                       | Holandês                                    | Nationaal Songfestival 19984                              | 26 de março de 1994     |
| Polónia              | "To nie ja!"                           | Edyta Górniak                               | Selecção Interna                                          | -                       |
| Polónia              | Não sou eu!                            | Polaco                                      | Selecção Interna                                          | -                       |
| Portugal             | "Chamar a Música"                      | Sara Tavares                                | Festival RTP da Canção 1994                               | 4 de março de 1994      |
| Portugal             | Chamar a Música                        | Português                                   | Festival RTP da Canção 1994                               | 4 de março de 1994      |
| Reino Unido          | "Lonely Symphony (We Will Be Free)"    | Frances Ruffelle                            | A song for Europe 1994                                    | 18 de março de 1994     |
| Reino Unido          | Sinfonia solitária (Nós sermos livres) | Inglês                                      | A song for Europe 1994                                    | 18 de março de 1994     |
| Roménia              | "Dincolo de nori"                      | Dan Bittman                                 | Selecţia Naţională 1994                                   | 20 de março de 1994     |
| Roménia              | Para além das nuvens                   | Romeno                                      | Selecţia Naţională 1994                                   | 20 de março de 1994     |
| Rússia               | "Vyechnyy strannik"                    | Youddiph                                    | Nacional’nyj otbor 1994                                   | 12 de março de 1994     |
| Rússia               | Vagabundo eterno                       | Russo                                       | Nacional’nyj otbor 1994                                   | 12 de março de 1994     |
| Suécia               | "Stjärnorna"                           | Marie Bergman e Roger Pontare               | Melodifestivalen 1994                                     | 12 de março de 1994     |
| Suécia               | As estrelas                            | Sueco                                       | Melodifestivalen 1994                                     | 12 de março de 1994     |
| Suíça                | "Sto pregando"                         | Duilio                                      | Selecção Interna                                          | -                       |
| Suíça                | Estou rezando                          | Italiano                                    | Selecção Interna                                          | -                       |

## Festival
| #   | País                 | Idioma     | Artista                                     | Canção                                           | Lugar | Pontuação |
| --- | -------------------- | ---------- | ------------------------------------------- | ------------------------------------------------ | ----- | --------- |
| 1º  | Suécia               | Sueco      | Marie Bergman e Roger Pontare               | "Stjärnorna"                                     | 13º   | 48        |
| 2º  | Finlândia            | Finlandês  | CatCat                                      | "Bye Bye Baby"                                   | 22º   | 11        |
| 3º  | Irlanda              | Inglês     | Paul Harrington e Charlie McGettigan        | "Rock 'n' Roll Kids"                             | 1º    | 226       |
| 4º  | Chipre               | Grego      | Evridiki                                    | "Eimai Anthropos Ki Ego" (Είμαι άνθρωπος κι εγώ) | 11º   | 51        |
| 5º  | Islândia             | Islandês   | Sigga                                       | "Nætur"                                          | 12º   | 49        |
| 6º  | Reino Unido          | Inglês     | Frances Ruffelle                            | "We Will Be Free (Lonely Symphony)"              | 10º   | 63        |
| 7º  | Croácia              | Croata     | Tony Cetinski                               | "Nek' ti bude ljubav sva"                        | 16º   | 27        |
| 8º  | Portugal             | Português  | Sara Tavares                                | "Chamar a música"                                | 8º    | 73        |
| 9º  | Suíça                | Italiano   | Duilio                                      | "Sto pregando"                                   | 19º   | 15        |
| 10º | Estónia              | Estónio    | Silvi Vrait                                 | "Nagu merelaine"                                 | 24º   | 2         |
| 11º | Roménia              | Romeno     | Dan Bittman                                 | "Dincolo de nori"                                | 21º   | 14        |
| 12º | Malta                | Inglês     | Chris & Moira                               | "More than Love"                                 | 5º    | 97        |
| 13º | Países Baixos        | Holandês   | Willeke Alberti                             | "Waar is de Zon?"                                | 23º   | 4         |
| 14º | Alemanha             | Alemão     | Mekado                                      | "Wir geben 'ne Party"                            | 3º    | 128       |
| 15º | Eslováquia           | Eslovaco   | Tublatanka                                  | "Nekonečná pieseň"                               | 19º   | 15        |
| 16º | Lituânia             | Lituano    | Ovidijus Vyšniauskas                        | "Lopšinė mylimai"                                | 25º   | 0         |
| 17º | Noruega              | Norueguês  | Elisabeth Andreassen e Jan Werner Danielsen | "Duett"                                          | 6º    | 76        |
| 18º | Bósnia e Herzegovina | Bósnio     | Alma e Dejan                                | "Ostani kraj mene"                               | 15º   | 39        |
| 19º | Grécia               | Grego      | Kostas Bigalis e The Sea Lovers             | "To Trehandiri" (Το tρεχαντήρι)                  | 14º   | 44        |
| 20º | Áustria              | Alemão     | Petra Frey                                  | "Für den Frieden der Welt"                       | 17º   | 19        |
| 21º | Espanha              | Castelhano | Alejandro Abad                              | "Ella no es ella"                                | 18º   | 17        |
| 22º | Hungria              | Húngaro    | Friderika Bayer                             | "Kinek mondjam el vétkeimet?"                    | 4º    | 122       |
| 23º | Rússia               | Russo      | Youddiph                                    | "Vyechnyy strannik" (Вечный странник)            | 9º    | 70        |
| 24º | Polónia              | Polaco     | Edyta Górniak                               | "To nie ja!"                                     | 2º    | 166       |
| 25º | França               | Francês    | Nina Morato                                 | "Je suis un vrai garçon"                         | 7º    | 74        |

### Resultados
A ordem de votação no Festival Eurovisão da Canção 1994, foi a seguinte:

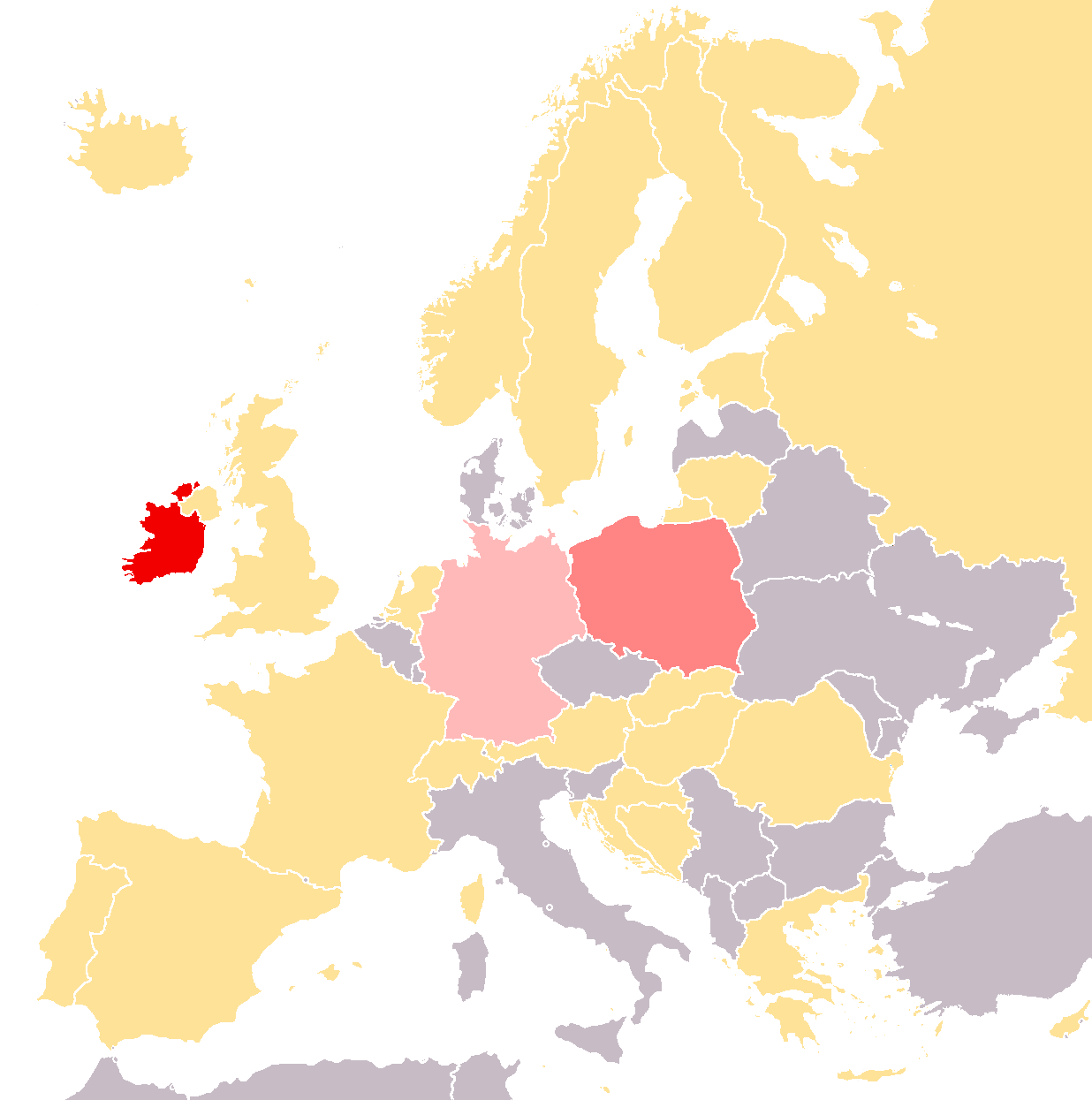
Vencedor
2º classificado
3º classificado

| Países Votantes      | Países Pontuados | Países Pontuados | Países Pontuados     | Países Pontuados | Países Pontuados | Países Pontuados | Países Pontuados | Países Pontuados | Países Pontuados | Países Pontuados | Países Pontuados | Países Pontuados | Países Pontuados | Países Pontuados | Países Pontuados | Países Pontuados | Países Pontuados | Países Pontuados     | Países Pontuados | Países Pontuados | Países Pontuados | Países Pontuados | Países Pontuados | Países Pontuados | Países Pontuados |
| -------------------- | ---------------- | ---------------- | -------------------- | ---------------- | ---------------- | ---------------- | ---------------- | ---------------- | ---------------- | ---------------- | ---------------- | ---------------- | ---------------- | ---------------- | ---------------- | ---------------- | ---------------- | -------------------- | ---------------- | ---------------- | ---------------- | ---------------- | ---------------- | ---------------- | ---------------- |
| Países Votantes      | Suécia           | Finlândia        | República da Irlanda | Chipre           | Islândia         | Reino Unido      | Croácia          | Portugal         | Suíça            | Estónia          | Roménia          | Malta            | Países Baixos    | Alemanha         | Eslováquia       | Lituânia         | Noruega          | Bósnia e Herzegovina | Grécia           | Áustria          | Espanha          | Hungria          | Rússia           | Polónia          | França           |
| Suécia               |                  |                  | 10                   |                  | 8                |                  |                  | 5                |                  |                  |                  | 4                |                  | 6                |                  |                  | 7                |                      | 2                | 1                |                  | 12               |                  |                  | 3                |
| Finlândia            |                  |                  | 7                    | 10               | 1                |                  |                  | 5                |                  |                  |                  | 6                |                  | 3                |                  |                  |                  | 2                    | 4                |                  |                  | 12               |                  | 8                |                  |
| Irlanda              |                  |                  |                      |                  | 6                | 1                |                  | 8                |                  |                  |                  | 10               |                  | 5                |                  |                  | 3                |                      |                  |                  |                  | 12               | 4                | 7                | 2                |
| Chipre               |                  |                  | 8                    |                  |                  | 5                |                  |                  |                  |                  |                  | 2                |                  | 6                |                  |                  | 10               |                      | 12               | 7                |                  |                  | 3                | 1                | 4                |
| Islândia             | 2                |                  | 12                   | 3                |                  |                  |                  | 8                |                  |                  |                  |                  |                  | 7                |                  |                  | 1                |                      |                  |                  |                  | 10               | 4                | 6                | 5                |
| Reino Unido          |                  |                  | 10                   |                  | 6                |                  |                  | 8                |                  |                  |                  | 1                |                  | 7                |                  |                  | 4                |                      |                  | 3                |                  | 2                | 5                | 12               |                  |
| Croácia              |                  |                  | 12                   |                  |                  | 6                |                  |                  |                  |                  |                  | 7                |                  | 10               |                  |                  | 3                | 4                    |                  | 2                |                  | 5                | 1                | 8                |                  |
| Portugal             |                  |                  | 12                   | 5                | 3                | 8                |                  |                  |                  |                  |                  | 4                |                  | 10               |                  |                  |                  |                      |                  |                  |                  | 1                | 2                | 7                | 6                |
| Suíça                | 7                |                  | 12                   | 2                | 3                | 8                |                  | 5                |                  |                  |                  | 6                |                  |                  |                  |                  | 1                |                      |                  |                  |                  | 4                |                  | 10               |                  |
| Estónia              | 2                |                  | 10                   |                  |                  | 5                |                  |                  |                  |                  |                  | 7                |                  | 3                |                  |                  | 8                |                      |                  |                  |                  | 4                | 1                | 12               | 6                |
| Roménia              |                  |                  | 8                    |                  |                  |                  |                  |                  |                  |                  |                  | 10               |                  | 12               |                  |                  | 4                |                      | 6                | 1                | 5                | 2                | 3                | 7                |                  |
| Malta                | 3                |                  | 5                    |                  |                  |                  | 10               | 1                | 8                |                  | 6                |                  |                  |                  | 12               |                  |                  | 7                    | 4                |                  |                  |                  |                  | 2                |                  |
| Países Baixos        | 6                |                  | 12                   |                  |                  | 2                |                  | 3                |                  |                  |                  | 1                |                  | 4                |                  |                  | 7                |                      |                  |                  |                  | 10               | 5                | 8                |                  |
| Alemanha             | 5                |                  | 12                   |                  |                  | 4                |                  |                  |                  |                  |                  | 3                |                  |                  |                  |                  | 2                |                      | 1                |                  |                  | 7                | 6                | 10               | 8                |
| Eslováquia           |                  |                  | 6                    |                  | 1                | 3                | 12               |                  |                  |                  |                  | 10               |                  | 7                |                  |                  |                  | 8                    | 5                |                  | 2                |                  |                  | 4                |                  |
| Lituânia             | 5                |                  | 10                   |                  | 3                |                  |                  |                  |                  |                  | 2                | 7                |                  | 4                |                  |                  | 1                |                      |                  |                  |                  |                  | 6                | 12               | 8                |
| Noruega              | 10               |                  | 12                   | 5                |                  | 2                |                  |                  |                  |                  |                  |                  |                  | 1                |                  |                  |                  |                      | 4                |                  |                  | 8                | 3                | 6                | 7                |
| Bósnia e Herzegovina |                  | 1                | 10                   |                  |                  | 4                |                  |                  |                  |                  |                  | 12               |                  | 7                |                  |                  | 6                |                      |                  | 5                |                  | 3                |                  | 8                | 2                |
| Grécia               |                  | 10               |                      | 12               |                  |                  | 5                |                  |                  | 2                | 6                | 7                |                  |                  | 3                |                  | 1                |                      |                  |                  | 8                |                  | 4                |                  |                  |
| Áustria              | 5                |                  | 10                   |                  | 3                | 1                |                  |                  |                  |                  |                  |                  | 4                | 2                |                  |                  |                  |                      |                  |                  |                  | 8                | 6                | 12               | 7                |
| Espanha              | 1                |                  | 10                   | 4                | 6                | 3                |                  | 12               | 2                |                  |                  |                  |                  | 8                |                  |                  | 5                | 7                    |                  |                  |                  |                  |                  |                  |                  |
| Hungria              | 2                |                  | 10                   |                  |                  | 3                |                  | 7                |                  |                  |                  |                  |                  | 12               |                  |                  | 5                | 1                    | 4                |                  |                  |                  | 6                | 8                |                  |
| Rússia               |                  |                  | 12                   | 2                | 1                | 5                |                  | 4                |                  |                  |                  |                  |                  | 7                |                  |                  | 8                |                      |                  |                  |                  | 3                |                  | 6                | 10               |
| Polónia              |                  |                  | 8                    | 5                | 4                | 3                |                  | 1                |                  |                  |                  |                  |                  | 7                |                  |                  |                  |                      | 2                |                  |                  | 12               | 10               |                  | 6                |
| França               |                  |                  | 8                    | 3                | 4                |                  |                  | 6                | 5                |                  |                  |                  |                  |                  |                  |                  |                  | 10                   |                  |                  | 2                | 7                | 1                | 12               |                  |
| Total                | 48               | 11               | 226                  | 51               | 49               | 63               | 27               | 73               | 15               | 2                | 14               | 97               | 4                | 128              | 15               | 0                | 76               | 39                   | 44               | 19               | 17               | 122              | 70               | 166              | 74               |
| Lugar                | 13º              | 22º              | 1º                   | 11º              | 12º              | 10º              | 16º              | 8º               | 19º              | 24º              | 21º              | 5º               | 23º              | 3º               | 19º              | 25º              | 6º               | 15º                  | 14º              | 17º              | 18º              | 4º               | 9º               | 2º               | 7º               |
| Países Votantes      | Suécia           | Finlândia        | República da Irlanda | Chipre           | Islândia         | Reino Unido      | Croácia          | Portugal         | Suíça            | Estónia          | Roménia          | Malta            | Países Baixos    | Alemanha         | Eslováquia       | Lituânia         | Noruega          | Bósnia e Herzegovina | Grécia           | Áustria          | Espanha          | Hungria          | Rússia           | Polónia          | França           |
| Países Votantes      | Países Pontuados |                  |                      |                  |                  |                  |                  |                  |                  |                  |                  |                  |                  |                  |                  |                  |                  |                      |                  |                  |                  |                  |                  |                  |                  |

| Países Votantes      | Países Pontuados | Países Pontuados | Países Pontuados     | Países Pontuados | Países Pontuados | Países Pontuados | Países Pontuados | Países Pontuados | Países Pontuados | Países Pontuados | Países Pontuados | Países Pontuados | Países Pontuados | Países Pontuados | Países Pontuados | Países Pontuados | Países Pontuados | Países Pontuados     | Países Pontuados | Países Pontuados | Países Pontuados | Países Pontuados | Países Pontuados | Países Pontuados | Países Pontuados |
| -------------------- | ---------------- | ---------------- | -------------------- | ---------------- | ---------------- | ---------------- | ---------------- | ---------------- | ---------------- | ---------------- | ---------------- | ---------------- | ---------------- | ---------------- | ---------------- | ---------------- | ---------------- | -------------------- | ---------------- | ---------------- | ---------------- | ---------------- | ---------------- | ---------------- | ---------------- |
| Países Votantes      | Suécia           | Finlândia        | República da Irlanda | Chipre           | Islândia         | Reino Unido      | Croácia          | Portugal         | Suíça            | Estónia          | Roménia          | Malta            | Países Baixos    | Alemanha         | Eslováquia       | Lituânia         | Noruega          | Bósnia e Herzegovina | Grécia           | Áustria          | Espanha          | Hungria          | Rússia           | Polónia          | França           |
| Suécia               | 0                | 0                | 10                   | 0                | 8                | 0                | 0                | 5                | 0                | 0                | 0                | 4                | 0                | 6                | 0                | 0                | 7                | 0                    | 2                | 1                | 0                | 12               | 0                | 0                | 3                |
| Finlândia            | 0                | 0                | 17                   | 10               | 9                | 0                | 0                | 10               | 0                | 0                | 0                | 10               | 0                | 9                | 0                | 0                | 7                | 2                    | 6                | 1                | 0                | 24               | 0                | 8                | 3                |
| Irlanda              | 0                | 0                | 17                   | 10               | 15               | 1                | 0                | 18               | 0                | 0                | 0                | 20               | 0                | 14               | 0                | 0                | 10               | 2                    | 6                | 1                | 0                | 36               | 4                | 15               | 5                |
| Chipre               | 0                | 0                | 25                   | 10               | 15               | 6                | 0                | 18               | 0                | 0                | 0                | 22               | 0                | 20               | 0                | 0                | 20               | 2                    | 18               | 8                | 0                | 36               | 7                | 16               | 9                |
| Islândia             | 2                | 0                | 37                   | 13               | 15               | 6                | 0                | 26               | 0                | 0                | 0                | 22               | 0                | 27               | 0                | 0                | 21               | 2                    | 18               | 8                | 0                | 46               | 11               | 22               | 14               |
| Reino Unido          | 2                | 0                | 47                   | 13               | 21               | 6                | 0                | 34               | 0                | 0                | 0                | 23               | 0                | 34               | 0                | 0                | 25               | 2                    | 18               | 11               | 0                | 48               | 16               | 34               | 14               |
| Croácia              | 2                | 0                | 59                   | 13               | 21               | 12               | 0                | 34               | 0                | 0                | 0                | 30               | 0                | 44               | 0                | 0                | 28               | 6                    | 18               | 13               | 0                | 53               | 17               | 42               | 14               |
| Portugal             | 2                | 0                | 71                   | 18               | 24               | 20               | 0                | 34               | 0                | 0                | 0                | 34               | 0                | 54               | 0                | 0                | 28               | 6                    | 18               | 13               | 0                | 54               | 19               | 49               | 20               |
| Suíça                | 9                | 0                | 83                   | 20               | 27               | 28               | 0                | 39               | 0                | 0                | 0                | 40               | 0                | 54               | 0                | 0                | 29               | 6                    | 18               | 13               | 0                | 58               | 19               | 59               | 20               |
| Estónia              | 11               | 0                | 93                   | 20               | 27               | 33               | 0                | 39               | 0                | 0                | 0                | 47               | 0                | 57               | 0                | 0                | 37               | 6                    | 18               | 13               | 0                | 62               | 20               | 71               | 26               |
| Roménia              | 11               | 0                | 101                  | 20               | 27               | 33               | 0                | 39               | 0                | 0                | 0                | 57               | 0                | 69               | 0                | 0                | 41               | 6                    | 24               | 14               | 5                | 64               | 23               | 78               | 26               |
| Malta                | 14               | 0                | 106                  | 20               | 27               | 33               | 10               | 40               | 8                | 0                | 6                | 57               | 0                | 69               | 12               | 0                | 41               | 13                   | 28               | 14               | 5                | 64               | 23               | 80               | 26               |
| Países Baixos        | 20               | 0                | 118                  | 20               | 27               | 35               | 10               | 43               | 8                | 0                | 6                | 58               | 0                | 73               | 12               | 0                | 48               | 13                   | 28               | 14               | 5                | 74               | 28               | 88               | 26               |
| Alemanha             | 25               | 0                | 130                  | 20               | 27               | 39               | 10               | 43               | 8                | 0                | 6                | 61               | 0                | 73               | 12               | 0                | 50               | 13                   | 29               | 14               | 5                | 81               | 34               | 98               | 34               |
| Eslováquia           | 25               | 0                | 136                  | 20               | 28               | 42               | 22               | 43               | 8                | 0                | 6                | 71               | 0                | 80               | 12               | 0                | 50               | 21                   | 34               | 14               | 7                | 81               | 34               | 102              | 34               |
| Lituânia             | 30               | 0                | 146                  | 20               | 31               | 42               | 22               | 43               | 8                | 0                | 8                | 78               | 0                | 84               | 12               | 0                | 51               | 21                   | 34               | 14               | 7                | 81               | 40               | 114              | 42               |
| Noruega              | 40               | 0                | 158                  | 25               | 31               | 44               | 22               | 43               | 8                | 0                | 8                | 78               | 0                | 85               | 12               | 0                | 51               | 21                   | 38               | 14               | 7                | 89               | 43               | 120              | 49               |
| Bósnia e Herzegovina | 40               | 1                | 168                  | 25               | 31               | 48               | 22               | 43               | 8                | 0                | 8                | 90               | 0                | 92               | 12               | 0                | 57               | 21                   | 38               | 19               | 7                | 92               | 43               | 128              | 51               |
| Grécia               | 40               | 11               | 168                  | 37               | 31               | 48               | 27               | 43               | 8                | 2                | 14               | 97               | 0                | 92               | 15               | 0                | 58               | 21                   | 38               | 19               | 15               | 92               | 47               | 128              | 51               |
| Áustria              | 45               | 11               | 178                  | 37               | 34               | 49               | 27               | 43               | 8                | 0                | 14               | 97               | 4                | 94               | 15               | 0                | 58               | 21                   | 38               | 19               | 15               | 100              | 53               | 140              | 58               |
| Espanha              | 46               | 11               | 188                  | 41               | 40               | 52               | 27               | 55               | 10               | 0                | 14               | 97               | 4                | 102              | 15               | 0                | 63               | 28                   | 38               | 19               | 15               | 99               | 53               | 140              | 58               |
| Hungria              | 48               | 11               | 198                  | 41               | 40               | 55               | 27               | 62               | 10               | 0                | 14               | 97               | 4                | 114              | 15               | 0                | 68               | 29                   | 42               | 19               | 15               | 99               | 59               | 148              | 58               |
| Rússia               | 48               | 11               | 210                  | 43               | 41               | 60               | 27               | 66               | 10               | 0                | 14               | 97               | 4                | 121              | 15               | 0                | 76               | 29                   | 42               | 19               | 15               | 102              | 59               | 154              | 68               |
| Polónia              | 48               | 11               | 218                  | 48               | 45               | 63               | 27               | 67               | 10               | 0                | 14               | 97               | 4                | 128              | 15               | 0                | 76               | 29                   | 44               | 19               | 15               | 115              | 69               | 154              | 74               |
| França               | 48               | 11               | 226                  | 51               | 49               | 63               | 27               | 73               | 15               | 0                | 14               | 97               | 4                | 128              | 15               | 0                | 76               | 39                   | 44               | 19               | 17               | 122              | 70               | 166              | 74               |
| Lugar                | 13º              | 22º              | 1º                   | 11º              | 12º              | 10º              | 16º              | 8º               | 19º              | 24º              | 21º              | 5º               | 23º              | 3º               | 19º              | 25º              | 6º               | 15º                  | 14º              | 17º              | 18º              | 4º               | 9º               | 2º               | 7º               |
| Países Votantes      | Suécia           | Finlândia        | República da Irlanda | Chipre           | Islândia         | Reino Unido      | Croácia          | Portugal         | Suíça            | Estónia          | Roménia          | Malta            | Países Baixos    | Alemanha         | Eslováquia       | Lituânia         | Noruega          | Bósnia e Herzegovina | Grécia           | Áustria          | Espanha          | Hungria          | Rússia           | Polónia          | França           |
| Países Votantes      | Países Pontuados |                  |                      |                  |                  |                  |                  |                  |                  |                  |                  |                  |                  |                  |                  |                  |                  |                      |                  |                  |                  |                  |                  |                  |                  |

#### 12 pontos
Os países que receberam 12 pontos foram os seguintes:
| # | Países Pontuados | Países Votantes                                                              |
| - | ---------------- | ---------------------------------------------------------------------------- |
| 8 | Irlanda          | Alemanha, Croácia, Islândia, Noruega, Países Baixos, Portugal, Rússia, Suíça |
| 5 | Polónia          | Áustria, Estónia, França, Lituânia, Reino Unido                              |
| 4 | Hungria          | Irlanda, Finlândia, Polónia, Suécia                                          |
| 2 | Alemanha         | Hungria, Roménia                                                             |
| 1 | Croácia          | Eslováquia                                                                   |
| 1 | Chipre           | Grécia                                                                       |
| 1 | Grécia           | Chipre                                                                       |
| 1 | Malta            | Bósnia e Herzegovina                                                         |
| 1 | Portugal         | Espanha                                                                      |
| 1 | Eslováquia       | Malta                                                                        |

### Maestros
Em baixo encontra-se a lista de maestros que conduziram a orquestra, na respectiva actuação de cada país concorrente.
| País                 | Maestro               |
| -------------------- | --------------------- |
| Suécia               | Anders Berglund       |
| Finlândia            | Olli Ahvenlahti       |
| Irlanda              | Nenhum                |
| Chipre               | George Theophanous    |
| Islândia             | Frank McNamara        |
| Reino Unido          | Michael Reed          |
| Croácia              | Miljenko Prohaska     |
| Portugal             | Thilo Krassman        |
| Suíça                | Valeriano Chiaravalle |
| Estónia              | Urmas Lattikas        |
| Roménia              | Noel Kelehan          |
| Malta                | Anthony Chircop       |
| Países Baixos        | Harry van Hoof        |
| Alemanha             | Norbert Daum          |
| Eslováquia           | Vladimír Valovič      |
| Lituânia             | Tomas Leiburas        |
| Noruega              | Pete Knutsen          |
| Bósnia e Herzegovina | Sinan Alimanović      |
| Grécia               | Noel Kelehan          |
| Áustria              | Hermann Weindorf      |
| Espanha              | Josep Llobell         |
| Hungria              | Péter Wolf            |
| Rússia               | Lev Zemlinski         |
| Polónia              | Noel Kelehan          |
| França               | Alain Goraguer        |
| Maestro anfitrião    | Noel Kelehan          |

## Artistas repetentes
Alguns artistas repetiram a sua experiência Eurovisiva. Em 1994, os repetentes foram:
| País (1994) | Foto                                    | Artista              | Ano Anterior                       | País Representado   | Canção                    | Tradução           | Pontuação | Classificação |
| ----------- | --------------------------------------- | -------------------- | ---------------------------------- | ------------------- | ------------------------- | ------------------ | --------- | ------------- |
| Suécia      |                                         | Marie Bergman        | ESC 1971 (parte dos Family Four)   | Suécia              | "Vita vidder"             | Horizontes brancos | 91        | 5º            |
| Suécia      | ESC 1972 (parte dos Family Four)        | Marie Bergman        | Suécia                             | "Härliga sommardag" | Bonito dia de verão       | 73                 | 13º       |               |
| Noruega     |                                         | Elisabeth Andreassen | ESC 1982 (parte dos Chips)         | Suécia              | "Dag efter dag"           | Dag efter dag      | 67        | 8º            |
| Noruega     | ESC 1985 (parte das Bobbysocks)         | Elisabeth Andreassen | Noruega                            | "La det swinge"     | Vamos deixar dançar swing | 123                | 1º        |               |
| Islândia    |                                         | Sigga                | ESC 1990 (como parte dos Stjórnin) | Islândia            | "Eitt lag enn"            | Mais uma canção    | 124       | 4º            |
| Islândia    | ESC 1991 (como corista)                 | Sigga                | Islândia                           | "Draumur um Nínu"   | Um sonho sobre Nina       | 26                 | 15º       |               |
| Islândia    | ESC 1992 (como parte dos Heart 2 Heart) | Sigga                | Islândia                           | "Nei eða já"        | Não ou Sim?               | 80                 | 7º        |               |
| Chipre      |                                         | Evridiki             | ESC 1992                           | Chipre              | "Teriazoume"              | Nós combinamos     | 57        | 11º           |

## Transmissão do Festival

### Países participantes
| País                 | Canal                   | Comentador(es)                      | Porta-voz                                                                   |
| -------------------- | ----------------------- | ----------------------------------- | --------------------------------------------------------------------------- |
| Suécia               | SVT, Kanal1             | Pekka Heino                         | Marianne Anderberg                                                          |
| Suécia               | SR P3                   | Claes-Johan Larsson Lisa Syrén      | Marianne Anderberg                                                          |
| Finlândia            | YLE TV1                 | Erkki Pohjanheimo Kirsi-Maria Niemi | Solveig Herlin                                                              |
| Finlândia            | YLE Radio Suomi         | Desconhecido                        | Solveig Herlin                                                              |
| Irlanda              | RTÉ1                    | Pat Kenny                           | Eileen Dunne                                                                |
| Irlanda              | RTÉ Radio 1             | Larry Gogan                         | Eileen Dunne                                                                |
| Chipre               | RIK 1                   | Evi Papamichail                     | Anna Partelidou                                                             |
| Chipre               | CyBC Radio 2            | Pavlos Pavlou                       | Anna Partelidou                                                             |
| Islândia             | Sjónvarpið              | Jakob Frímann Magnússon             | Sigríður Arnardóttir                                                        |
| Reino Unido          | BBC1                    | Terry Wogan                         | Colin Berry                                                                 |
| Reino Unido          | BBC Radio 2             | Ken Bruce                           | Colin Berry                                                                 |
| Croácia              | HRT 1                   | Aleksandar Kostadinov               | Helga Vlahović (co-apresentadora do Festival Eurovisão da Canção 1990)      |
| Croácia              | HR 2                    | Draginja Balaš                      | Helga Vlahović (co-apresentadora do Festival Eurovisão da Canção 1990)      |
| Portugal             | Canal 1                 | Eládio Clímaco                      | Isabel Bahia                                                                |
| Portugal             | Antena 1                | Desconhecido                        | Isabel Bahia                                                                |
| Suíça                | SF DRS                  | Bernard Thurnheer                   | Sandra Studer (representante da Suíça no Festival Eurovisão da Canção 1991) |
| Suíça                | TSR                     | Jean-Marc Richard                   | Sandra Studer (representante da Suíça no Festival Eurovisão da Canção 1991) |
| Suíça                | TSI                     | Wilma Gilardi                       | Sandra Studer (representante da Suíça no Festival Eurovisão da Canção 1991) |
| Estónia              | Eesti Televisioon       | Vello Rand                          | Urve Tiidus                                                                 |
| Estónia              | Raadio 2                | Marko Reikop                        | Urve Tiidus                                                                 |
| Roménia              | TVR1                    | Gabriela Cristea                    | Cristina Țopescu                                                            |
| Malta                | TVM                     | Charles Arrigo                      | John Demanuele                                                              |
| Países Baixos        | Nederland 3             | Willem van Beusekom                 | Joop van Os                                                                 |
| Países Baixos        | Radio 2                 | Cornald Maas                        | Joop van Os                                                                 |
| Alemanha             | Das Erste               | Jan Hofer                           | Carmen Nebel                                                                |
| Alemanha             | Deutschlandfunk/WDR 4   | Horst Senker                        | Carmen Nebel                                                                |
| Eslováquia           | STV2                    | Martin Sarvaš                       | Juraj Čurný                                                                 |
| Eslováquia           | Rádio FM                | Desconhecido                        | Juraj Čurný                                                                 |
| Lituânia             | LTV                     | Darius Užkuraitis                   | Gitana                                                                      |
| Noruega              | NRK                     | Jostein Pedersen                    | Sverre Christophersen                                                       |
| Bósnia e Herzegovina | TVBiH                   | Ismeta Dervoz-Krvavac               | Diana Grković-Foretić                                                       |
| Grécia               | ET1                     | Dafni Bokota                        | Fotini Giannoulatou                                                         |
| Grécia               | ERA ERT1                | Giorgos Mitropoulos                 | Fotini Giannoulatou                                                         |
| Áustria              | ORF1                    | Ernst Grissemann                    | Tilia Herold                                                                |
| Áustria              | Hitradio Ö3             | Martin Blumenau                     | Tilia Herold                                                                |
| Espanha              | TVE1                    | José Luis Uribarri                  | María Ángeles Balañac                                                       |
| Hungria              | MTV2                    | István Vágó                         | Iván Bradányi                                                               |
| Hungria              | Rádió Kossuth           | Desconhecido                        | Iván Bradányi                                                               |
| Rússia               | RTR                     | Vadim Dolgachev                     | Irina                                                                       |
| Rússia               | Voice of Russia         | Desconhecido                        | Irina                                                                       |
| Polónia              | TVP1                    | Artur Orzech                        | Jan Chojnacki                                                               |
| Polónia              | Polskie Radio Program I | Dorota Wellman                      | Jan Chojnacki                                                               |
| França               | Antenne 2               | Patrice Laffont                     | Laurent Romejko                                                             |

### Países não participantes
| País                            | Canal                  | Comentador(es)      |
| ------------------------------- | ---------------------- | ------------------- |
| Bélgica                         | BRTN TV2               | André Vermeulen     |
| Bélgica                         | BRTN Radio 2           | Julien Put          |
| Bélgica                         | RTBF La Une            | Jean-Pierre Hautier |
| Bélgica                         | RTBF La Première       | Patrick Duhamel     |
| Dinamarca                       | DR TV                  | Jørgen de Mylius    |
| Dinamarca                       | DR P3                  | Ole Jacobsen        |
| Eslovénia                       | SLO1                   | Damjana Golavšek    |
| Israel                          | HaTelevizia HaIsraelit | Sem comentador      |
| Macedónia do Norte              | MTV 2                  | Milanka Rašik       |
| República Federal da Jugoslávia | RTS 3K                 | Mladen Popović      |
| Turquia                         | TRT 1                  | Bülend Özveren      |